# Macraspis peruviana
Macraspis peruviana är en skalbaggsart som beskrevs av Ohaus 1898. Macraspis peruviana ingår i släktet Macraspis och familjen Rutelidae. Inga underarter finns listade i Catalogue of Life.